# Schnepfenmühle (Kirchenlamitz)

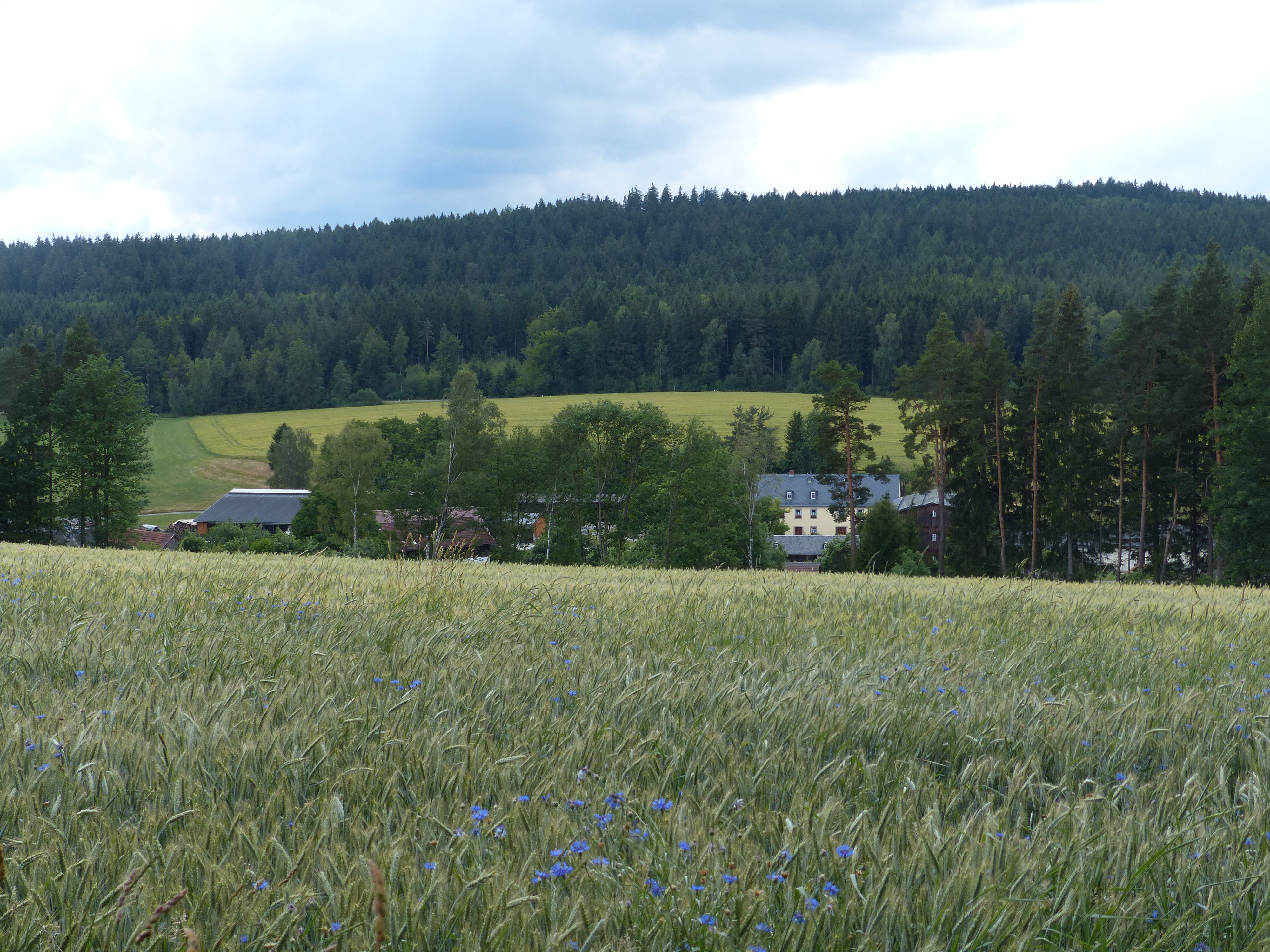
Ortsansicht aus Richtung des Großen Kornbergs

Schnepfenmühle ist ein Gemeindeteil der Stadt Kirchenlamitz im Landkreis Wunsiedel im Fichtelgebirge (Oberfranken, Bayern).
Die Gemeindeteile Schnepfenmühle und Wustung bei Schnepfenmühle grenzen aneinander und sind nur durch die Lamitz getrennt. Schnepfenmühle liegt östlich und orographisch rechts der Lamitz. Von Schnepfenmühle führt eine Landstraße nach Dörflas bei Kirchenlamitz. Eine Verbindungsstraße führt zur Landstraße zwischen Niederlamitz und über Fahrenbühl nach Schwarzenbach an der Saale, parallel zur Staatsstraße 2177.